# Cienfuegosia hispida
Cienfuegosia hispida är en malvaväxtart som beskrevs av R. E. Fries. Cienfuegosia hispida ingår i släktet Cienfuegosia och familjen malvaväxter. Inga underarter finns listade i Catalogue of Life.